# Maurelle Island
Maurelle Island ist eine Insel zwischen dem Festland der kanadischen Provinz British Columbia und der vorgelagerten Insel Vancouver Island. Maurelle Island gehört zum Strathcona Regional District und wird der Inselgruppe der Discovery Islands zugerechnet.
| Okisollo Channel                 | Hole in the Wall (Channel) → Sonora Island  | Calm Channel → Festland                        |
| Okisollo Channel → Quadra Island | Kompassrose, die auf Nachbargemeinden zeigt | Calm Channel → Toba Inlet                      |
| Hoskyn Channel                   | Whiterock Passage → Read Island             | Calm Channel → Rendezvous Islands/ Raza Island |

Offizielle Gemeinden gibt es auf der Insel nicht, außerdem ist die Insel nicht mit einer öffentlichen Fähre erreichbar. An der Südküste der Insel liegt, mit dem Indian reserve Tatpo-Oose No. 10, ein Reservat der Klahoose.
Ebenfalls an der Südspitze der Insel liegt mit dem Surge Narrows Provincial Park einer der Provincial Parks in British Columbia. Der Provinzpark umfasst dabei nicht nur Gebiet auf Maurelle Island, sondern auch verschiedene der hier vorgelagerten Inseln der Settlers Group sowie auf dem benachbarten Quadra Island und den sie alle verbindende Wasserflächen. Das Schutzgebiet bietet dabei keine wesentliche touristische Infrastruktur.

## Name
In den Karten der britischen Admiralität aus dem Jahr 1862 wurde Maurelle Island noch zusammen mit Quadra Island und Sonora Island als eine Insel, als „Valdes Island“, bezeichnet. Erst mit der Entdeckung und Kartierung des Okisollo Channel und des Hole in the Wall (Kanal) änderte sich dies. Als die Inseln der inzwischen in „Valdes Islands“ umbenannte Inselgruppe eigene Namen erhalten sollten, wurde 1904 durch das Geographical Names Board of Canada entschieden die östliche der drei Inseln in Maurelle Island umzubenennen. Benannt wurde die Insel dabei nach dem spanischen Marineoffizier Francisco Mourelle, der unter anderem 1775 und 1779 an der Erkundung des pazifischen Nordwestens beteiligt war.